# Casa al carrer Abell, 41 (Canet de Mar)
La Casa al carrer Abell, 41 és una obra neoclàssica de Canet de Mar (Maresme) protegida com a Bé Cultural d'Interès Local.

## Descripció
Es tracta d'un casa entre mitgeres que consta de planta baixa i dos pisos. La façana presenta una decoració de polistres corinties adossades i profusió de relleus en terra cuita. Els elements de la façana estan distribuïts simètricament. Les obertures del primer pis tenen decoració de terracota a la part superior. El balcó té barana de ferro i la finestra té un ampit que descansa sobre unes mènsules.